# Ben Bernanke

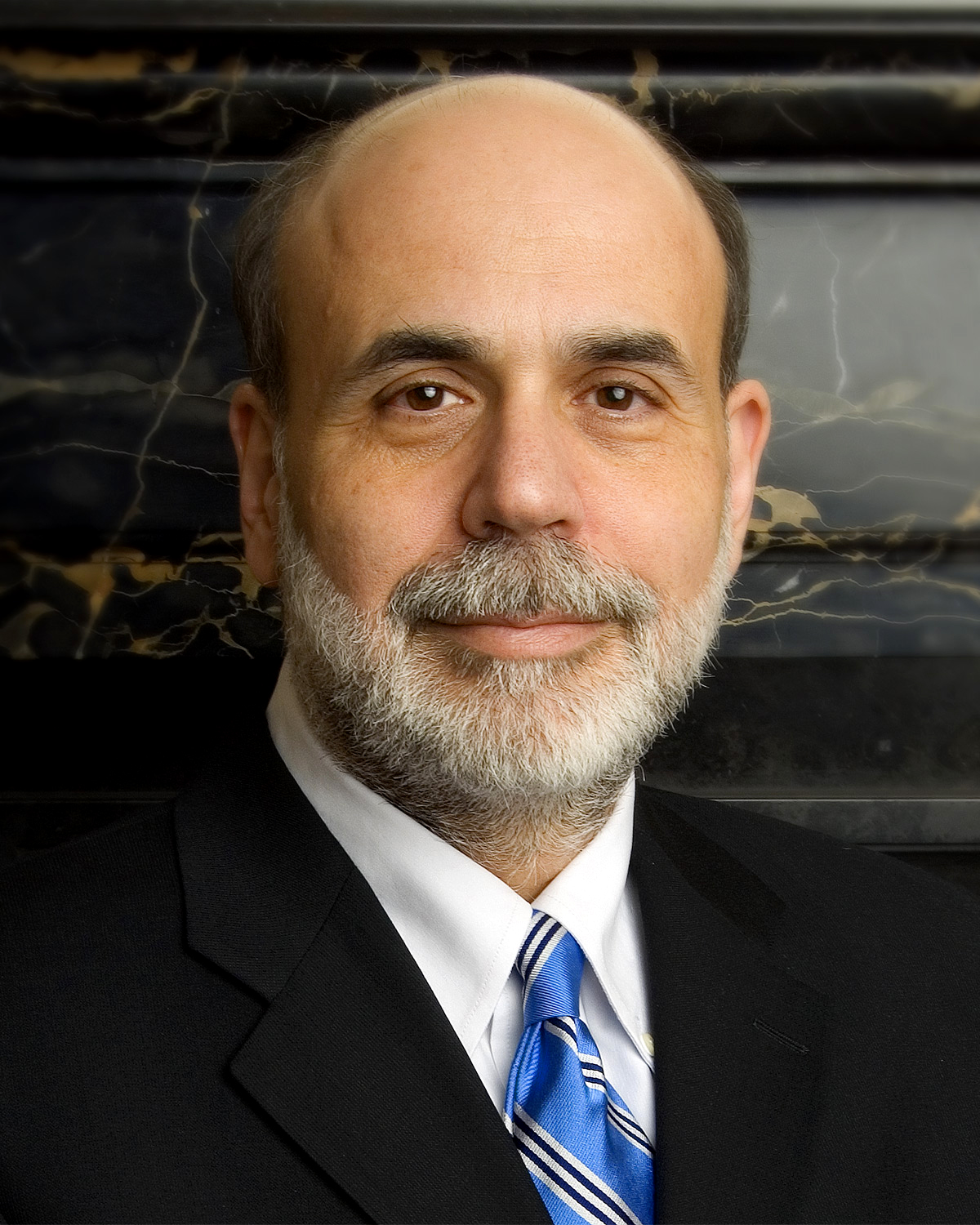
Ben Bernanke (2008)

Ben Shalom Bernanke [bɛn bɝˈnæŋkɪ] (* 13. Dezember 1953 in Augusta, Georgia) ist ein US-amerikanischer Ökonom. Von 2006 bis Anfang 2014 war er in der Nachfolge von Alan Greenspan Präsident des Federal Reserve Board (Notenbankchef). Im April 2015 wurde bekannt, dass Bernanke einen Beraterposten beim Hedgefonds Citadel angenommen hat. Er ist zudem als Berater für die US-Investmentgesellschaft Pimco tätig. Im Jahr 2022 wurde ihm gemeinsam mit Douglas W. Diamond und Philip Dybvig der Alfred-Nobel-Gedächtnispreis für Wirtschaftswissenschaften zuerkannt.

## Leben
Bernanke entstammt einer jüdischen Familie, die nach dem Ersten Weltkrieg aus Süd-Ost Polen (Przemyśl) in die Vereinigten Staaten einwanderte. Sein Vater Philip war Apotheker und seine Mutter Edna Grundschullehrerin. Er hat eine Schwester und einen Bruder.
Bernanke ist verheiratet und hat zwei Kinder.

### Lehre und Forschung (bis 2002)
Nach seinem Highschool-Abschluss 1971 in Dillon, South Carolina, studierte er bis 1975 an der Harvard University Economics, das er mit dem Bachelor und einem Master summa cum laude abschloss und promovierte 1979 am Massachusetts Institute of Technology zum Ph.D. Bernanke war anschließend Assistant- und 1983 bis 1985 Associate-Professor an der Stanford University. In den Jahren 1996–2002 war er Professor und zeitweise Vorsitzender der Fakultät für Wirtschaftswissenschaften an der Princeton University.
Bernanke war Direktor des „Monetary Economics Program“ des National Bureau of Economic Research, Herausgeber der American Economic Review sowie Mitglied im Advisory Board des „Journal of Money, Credit, and Banking“. Neben wissenschaftlichen Veröffentlichungen hat Bernanke auch drei volkswirtschaftliche Lehrbücher publiziert.
2001 wurde Bernanke Mitglied der American Academy of Arts and Sciences. Seit 2006 ist er gewähltes Mitglied der American Philosophical Society.

### Notenbank (2002 bis 2014)
Unter dem damaligen Notenbankchef Alan Greenspan wurde er 2002 Gouverneur im Federal Reserve Board. US-Präsident George W. Bush berief ihn am 21. Juni 2005 zum Vorsitzenden des Council of Economic Advisers, dem wichtigsten wirtschaftspolitischen Ratgebergremium der US-amerikanischen Regierung. Am 24. Oktober 2005 wurde Bernanke von Präsident Bush zum Nachfolger von Alan Greenspan als Notenbankchef vorgeschlagen und am 1. Februar 2006 vom US-Senat bestätigt. Bernankes Nominierung zum Chef der „Fed“ wurde von der Fachwelt überwiegend begrüßt. Die Nominierung als Greenspan-Nachfolger war erwartet worden.
Am 25. August 2009 wurde Bernanke von Präsident Barack Obama für eine zweite vierjährige Amtszeit ab Februar 2010 nominiert. Eine Anhörung vor dem Bankenausschuss des US-Senats begann am 3. Dezember 2009. Der Ausschuss entschied am 17. Dezember für die Bestätigung der Nominierung und damit Bernankes zweite Amtszeit. Das Votum wurde am 28. Januar 2010 vom ganzen Senat bestätigt.
Das Magazin Time wählte ihn 2009 zur Person of the Year.
Am 1. Februar 2014 trat Janet Yellen die Nachfolge von Bernanke an der Spitze der „Fed“ an, nachdem sie am 9. Oktober 2013 nominiert worden war und der US-Senat am 6. Januar 2014 für sie gestimmt hatte.

### Brookings Institution (seit 2014) und Verleihung des „Wirtschaftsnobelpreises“
Seit Anfang 2014 arbeitet Bernanke an der Brookings Institution.
Im September 2014 wurde er mit dem Adam-Smith-Preis der National Association for Business Economics (NABE) ausgezeichnet. 2019 war er Präsident der American Economic Association. Für 2021 wurde ihm ein BBVA Foundation Frontiers of Knowledge Award zugesprochen. Ebenfalls 2021 wurde er in die National Academy of Sciences gewählt.
Im Oktober 2022 wurde Bernanke gemeinsam mit Douglas W. Diamond und Philip Dybvig der Alfred-Nobel-Gedächtnispreis für Wirtschaftswissenschaften zuerkannt, gemeinhin auch als „Wirtschaftsnobelpreis“ bekannt. Seine beiden US-amerikanischen Kollegen und er erhielten die Auszeichnung für ihre Forschung zu Banken und Finanzkrisen.

## Ökonomische Positionen und Einordnung
Die vor einigen Jahren in den USA und anderen Ländern befürchtete Deflation hielt Bernanke für keine große Gefahr: „Die US-Regierung verfügt über eine Technologie, genannt Druckerpresse (oder heute ihr elektronisches Äquivalent), die ihr die Produktion so vieler US-Dollars erlaubt, wie sie wünscht – und das ohne Kosten.“ Er prägte 2005 den Begriff „savings glut“ oder Sparschwemme. Am 13. Januar 2009, vor dem Hintergrund der Finanzkrise ab 2007, erklärte er, keine Geldpolitik der einfachen quantitativen Lockerung zu betreiben, sondern eine Politik des „credit easing“. Durch die Ankündigung der Möglichkeit, den Ankauf von US-Staatsanleihen zu drosseln (Tapering), löste er 2013 starke weltweite Turbulenzen aus, die von Finanzmedien als Taper tantrum charakterisiert wurden. Bernanke sieht in zu hohen Staatsschulden ein Problem und schlug 2010 vor, Sozialprogramme wie Social Security und Medicaid zu kürzen, um die Staatsausgaben zu reduzieren.
Bernanke wird mitunter als konservativ eingeordnet. Der konservative Autor William F. Buckley, Jr. begrüßte seine Ernennung zum Notenbankchef. Außerdem soll er den Republikanern nahestehen, kritisierte die Republikaner aber 2015 unter anderem wegen ihrer Weigerung, die Schuldengrenze während einer schwachen Wirtschaft anzuheben. Die Republikaner hätten ihren „ökonomischen Verstand“ verloren, so Bernanke. Er steht für eine ähnlich wie unter Greenspan auf Preisstabilität ausgerichtete Geldpolitik. Bernanke gilt als Befürworter einer Inflation-Targeting-Strategie.
Als Wirtschaftswissenschaftler erhielt er den Nobel-Gedächtnispreis mit zwei anderen Ökonomen für die Klärung der Rolle von Banken im Wirtschaftsleben und speziell in Finanzkrisen und der Wichtigkeit der Rettung von Banken in solchen Krisen. Dabei analysierte Bernanke die Bankenkrise in der Großen Depression in den 1930er Jahren, wobei er zeigte, dass die Stürmung der Banken durch Anleger, die um ihr Geld fürchteten, wesentlich zur Verschärfung und Verlängerung der Krise beitrug. Beim Kollaps der Banken ging wichtige Information über die Kreditnehmer verloren, die auch nicht so schnell wieder aufgebaut werden konnte. Die durch die Banken ausgeübte, für die Wirtschaft und Gesellschaft wesentliche Fähigkeit der Weiterleitung von Erspartem und Anlegergeld in produktive Investments war damit erheblich eingeschränkt.

## Schriften

### Lehrbücher
- Principles of Economics, 7. Auflage, McGraw Hill 2018, ISBN 978-1-259-85206-0 (mit Robert H. Frank, Kate Antonovics, Ori Heffetz)
- Principles of Macroeconomics, McGraw Hill, 2007, ISBN 978-0-07-336265-6 (mit Robert H. Frank)
- Macroeconomics, 6. Auflage, Addison-Wesley 2007, ISBN 978-0-321-41554-7 (mit Andrew B. Abel,[16] Dean Croushore)

### Forschungsarbeiten
- Essays on the Great Depression. Princeton University Press, Princeton 2000, ISBN 0-691-01698-4
- Inflation Targeting: Lessons from the International Experience. Princeton University Press, Princeton 2001, ISBN 0-691-08689-3
- Should Central Banks Respond to Movements in Asset Prices ? American Economic Review, Mai 2001. (mit Mark Gertler)
- Inflation Targets and Monetary Policy. Journal of Money, Credit, and Banking, November 1997, 29. Jg., Nr. 4(2), S. 653–84 (mit Michael Woodford)
- The Federal Funds Rate and the Channels of Monetary Transmission. American Economic Review, September 1992, 82. Jg., Nr. 4, S. 901–21 (mit Alan Blinder)
- Credit, Money, and Aggregate Demand. American Economic Review, Mai 1988, 78. Jg., Nr. 2, S. 435–39 (mit Alan Blinder)
- Nonmonetary Effects of the Financial Crisis in the Propagation of the Great Depression, American Economic Review, Band 73, 1983, S. 257–276.

### Memoiren und Bücher für größeres Publikum
- mit Timothy F. Geithner, Henry M. Paulson: Firefighting: The Financial Crisis and Its Lessons. Penguin, New York 2019, ISBN 978-0-14-313448-0.
- The Courage to Act: A Memoir of a Crisis and Its Aftermath. W. W. Norton, New York 2015, ISBN 978-0-393-24721-3.
- 21st Century Monetary Policy: The Federal Reserve from the Great Inflation to COVID-19. W. W. Norton & Company, 2022. ISBN 978-1324020462.